# Бурчак-Абрамович Микола Йосипович
Микола Йосипович Бурчак-Абрамович (нар. 9 жовтня 1902 (за іншими даними 26 вересня 1900), Мартинівка, Житомирський повіт — 15 жовтня 1997, Тбілісі, Грузія) — радянський вчений-палеонтолог, зоолог, професор, доктор біологічних наук (1955); займався вивченням ссавців і птахів пізнього кайнозою.

## Біографія
Народився 9 жовтня 1902 року на Житомирщині. Закінчив природно-географічний факультет Житомирського інституту народної освіти в 1925 році й географічний факультет Київського національного університету імені Тараса Шевченка в 1928 році.
Під час Німецько-радянської війни Бурчак-Абрамович працював в Казахстані (Тургай), на Уралі в експедиції особливого призначення (ЕОП), на Кавказі й в Середній Азії. У 1943—1946 роках був докторантом Палеонтологічного інституту (ПІН). У 1950-х роках — співробітник Природно-історичного музею Академії наук Азербайджанської РСР. Працював в Інституті палеобіології Академії наук Грузинської РСР в Тбілісі.
У 1951 році захистив кандидатську дисертацію, в 1955 році — докторську. Автор понад 600 публікацій, у тому числі двох монографій — «Викопні страуси Кавказу і півдня України» (1953, Баку) і «Викопні бики Старого Світу. T. 1»(1957, Баку).
Археолог Іван Левицький у 1930-х відкрив на правому березі Дніпра, на 4-метровій терасі, в льосовидних суглинках кістки викопних тварин. Фауна верхньопалеолітичних стоянок околиць сіл Ямбург і Майорка на правому березі р. Дніпра (нижче Дніпропетровська) вивчена Миколою Бурчаком-Абрамовичем (за матеріалами археолога І. Ф. Левицького).
Цікаво, що Микола Йосипович був присутній при розкритті могили Хвита, сина Зани — абхазької жінки-легенди.
Помер 15 жовтня 1997 року в Тбілісі.